# Chemistry Tour
Chemistry Tour är Girls Alouds andra turné men deras första arenaturné. De uppträdde runt om i Storbritannien. Den sista showen filmades och DVD:n släpptes den 13 november 2006.

## Låtlista
1. "Biology"
2. "No Good Advice"
3. "Waiting"
4. "Love Machine" (inslag av "1 Thing")
5. "Long Hot Summer"
6. "Whole Lotta History"
7. "Watch Me Go"
8. "I Predict A Riot"
9. "See The Day"
10. "Sound of the Underground"
11. Musical Medley: "Fame" / "What A Feeling" / "Footloose"
12. "The Show"
13. "Intro"
14. "Models"
15. "Racy Lacey"
16. "I'll Stand By You"
17. "Biology Repris"
18. "Wild Horses"/"Wake Me Up"
19. "Jump"